# Premios Estrella de Mar
Los Premios Estrella de Mar son otorgados anualmente a los mejores espectáculos de teatro que se presentan durante la temporada veraniega en la ciudad de Mar del Plata, Provincia de Buenos Aires, Argentina. Se entregan Premios por áreas de actividad teatral y desde el año 1997, el Premio Estrella de Mar de Oro.

## Premios por áreas
Los siguientes son los distintos Premios Estrella de Mar que se entregan en cada área. 
1. Estrella de Mar de Oro:
2. Actuación protagónica masculina:
3. Actuación protagónica femenina:
4. Revelación:
5. Actuación masculina de reparto:
6. Actuación femenina de reparto:
7. Producción artística:
8. Dirección:
9. Dirección marplatense:
10. Actuación masculina marplatense:
11. Actuación femenina marplatense:
12. Iluminación:
13. Escenografía:
14. Vestuario:
15. Coreografía:
16. Teatro off:
17. Music hall:
18. Mejor drama:
19. Espectáculo de Varieté:
20. Revista:
21. Comedia:
22. Stand up (desde 2018):
23. Mejor comedia dramática:
24. Espectáculo unipersonal dramático:
25. Labor cómica:
26. Espectáculo de humor grupal:
27. Espectáculo de humor unipersonal:
28. Espectáculo de danza marplatense:
29. Espectáculo de música marplatense:
30. Espectáculo de teatro marplatense:
31. Espectáculo musical grupal:
32. Espectáculo musical individual:
33. Espectáculo para niños:
34. Espectáculo de magia:

## Premios Estrella de Mar de Oro
Los siguientes son los ganadores, que comenzaron a entregarse en el año 1997:
| Año  | Artista                                                |
| ---- | ------------------------------------------------------ |
| 2025 | Gabriel Goity.                                         |
| 2024 | Andrés Ciro Martínez.                                  |
| 2023 | Abel Pintos.                                           |
| 2022 | Nicolás Vázquez.                                       |
| 2021 | Virginia Lago.                                         |
| 2020 | Mauricio Dayub.                                        |
| 2019 | Raúl Lavié.                                            |
| 2018 | Fátima Flórez.                                         |
| 2017 | Cacho Castaña.                                         |
| 2016 | Martín Bossi.                                          |
| 2015 | Guillermo Francella. Adrián Suar.                      |
| 2014 | Norma Pons.                                            |
| 2013 | Julio Chávez.                                          |
| 2012 | Pepe Soriano.                                          |
| 2011 | Alfredo Alcón.                                         |
| 2010 | Antonio Gasalla.                                       |
| 2009 | China Zorrilla.                                        |
| 2008 | Ricardo Darín.                                         |
| 2007 | Darío Grandinetti.                                     |
| 2006 | Enrique Pinti.                                         |
| 2005 | Alfredo Alcón.                                         |
| 2004 | Mariano Mores.                                         |
| 2003 | Jairo.                                                 |
| 2002 | Les Luthiers. Camerata Bariloche (El Grosso Concerto). |
| 2001 | Los Chalchaleros.                                      |
| 2000 | Oscar Martínez.                                        |
| 1999 | Manuel Rego.                                           |
| 1998 | Julio Bocca.                                           |
| 1997 | Manuel González Gil (director de teatro).              |

## Por años
- Premios Estrella de Mar 2007.